# Шахраев, Станислав
Станислав Шахраев (17 мая 1984) — белорусский футболист, полузащитник.

## Биография
В 2002—2004 годах играл за дублирующий состав солигорского «Шахтёра», сыграл 82 матча и забил 5 голов в первенстве дублёров. В 2005 году перешёл в минский МТЗ-РИПО, с которым в том же сезоне стал бронзовым призёром чемпионата Беларуси (сыграл 9 матчей в высшей лиге) и обладателем Кубка Беларуси (в финальном матче остался запасным). Затем ещё два сезона выступал за минский клуб, но играл только за дубль и за второй состав клуба во второй лиге. В 2008 году перешёл в «Слуцксахар», в его составе провёл три сезона во второй лиге, где в 2010 году стал серебряным призёром, но ещё до конца сезона покинул команду и завершил профессиональную карьеру.
Вызывался в расширенный состав молодёжной сборной Беларуси.
Помимо большого футбола, играл в высшей лиге Беларуси по мини-футболу за «Горняк» (Солигорск). В 2010-е годы играл в Солигорске в городских и ведомственных соревнованиях.

## Достижения
- Обладатель Кубка Беларуси: 2004/05
- Бронзовый призёр чемпионата Беларуси: 2005
- Серебряный призёр второй лиги Беларуси: 2010